# Not Myself Tonight
Singles de Christina Aguilera
Keeps Gettin' Better Woohoo
Not Myself Tonight est le 1er single de l'album Bionic de Christina Aguilera. Dévoilé le 30 mars 2010 sur le site officiel américain de Christina Aguilera, il est disponible au téléchargement légal depuis le 12 avril. Cette chanson traite le thème de la bisexualité, via l'exemple d'une jeune femme qui a trop bu durant une soirée et embrasse tous les hommes et toutes les femmes de la piste de dance.

## Publication
Le 23 mars 2010, a été annoncé sur le site officiel de la chanteuse que "Not Myself Tonight" serait le premier single extrait de l'album. La couverture a aussi été révélée. Le lendemain c'était au tour des paroles d'être dévoilées, et le surlendemain un petit extrait de 18 secondes. Le single n'a été dévoilé en entier que le 30 mars.

## Clip
Plusieurs scènes sont inspirés de plusieurs clips de Madonna, dont Human Nature et Express Yourself. Le clip a été censuré à cause des scènes sado-masochistes. En France, ce clip est diffusé avec la signalétique déconseillé aux moins de 10 ans (ou moins de 12 ans) puis diffusé après 22 heures et censuré par le Conseil supérieur de l'audiovisuel .
Depuis 2021, le clip est interdit aux moins de 18 ans sur YouTube.

## Performances Vocale & Danse Live
- 7 mai 2010: The Oprah Winfrey Show
- 6 juin 2010: MTV Movie Awards (medley: "Bionic", "Not Myself Tonight", "Woohoo") [3]
- 10 juin 2010: Live With Regis and Kelly
- 11 juin 2010: CBS's The Early Show[4]
- 13 juin 2010: VH1 Storytellers

## Classement dans les Charts
| Pays (2010)                                        | Position  |
| -------------------------------------------------- | --------- |
| États-Unis - Billboard Hot 100                     | 23        |
| États-Unis - Billboard Pop 100                     | 14        |
| États-Unis - Billboard Hot Dance Club Songs        | 1         |
| Canada - Canadian Singles Chart                    | 11        |
| Belgique - Ultratop Flanders                       | 24        |
| Belgique - Ultratop Wallonia                       | 9         |
| Japon Singles Chart                                | 3         |
| Australie Australian ARIA Singles Chart            | 22        |
| Nouvelle-Zélande - New Zealand RIANZ Singles Chart | 32        |
| République tchèque - IFPI                          | 38        |
| Pays-Bas - Dutch Top 40                            | 24        |
| Hongrie - Single Top 10                            | 2         |
| Slovaquie - Dutch Top 40                           | 12        |
| Turquie - Turkiye Top 20                           | 15        |
| Autriche - Austria Top 40                          | 26        |
| Russie - Digital Chart                             | 12        |
| Espagne - Spanish Singles Chart                    | 32        |
| Suède - Swedish Singles Chart                      | 34        |
| Allemagne - German Singles Chart                   | 24        |
| Suisse - Swiss Singles Chart                       | 42        |
| Royaume-Uni - UK Singles Chart                     | 12        |
| Europe - Eurochart Hot 100 Singles                 | 42        |
| - United World Chart                               | 25        |
| - Ventes (Singles & Airplay)                       | 1.000.000 |

## Certification
Australie certification :  Or

## Dates de Publication
| Pays             | Date          | Format                     | Label       |
| ---------------- | ------------- | -------------------------- | ----------- |
| États-Unis       | Mars 30, 2010 | Radio                      | RCA Records |
| Royaume-Uni      | Mars 30, 2010 | Radio                      | Sony BMG    |
| France           | Mars 31, 2010 | Radio                      | Sony BMG    |
| Australie        | Mars 30, 2010 | Radio                      | Sony BMG    |
| Nouvelle-Zélande | Mars 30, 2010 |                            | Sony BMG    |
| Monde            | Avril 2010    | Digital Download/CD Single |             |